# Lex Barker
Alexander Crichlow Barker, Jr., conocido como Lex Barker (Rye, Nueva York, 8 de mayo de 1919-Nueva York, 11 de mayo de 1973), fue un actor estadounidense que conoció su mayor fama al sustituir a Johnny Weissmüller en el papel de Tarzán en la década de 1950. Después alcanzó especial popularidad en Alemania por varias películas rodadas en dicho país, adaptando novelas de Karl May. En España se le recuerda como el primer esposo de Carmen Cervera.

## Carrera
Nació en Rye (pequeña población del estado de Nueva York), en una familia acomodada, que residía en una amplia mansión con criados. Su padre era broker (trabajaba en la bolsa de valores), uno de sus antepasados había fundado Rhode Island y otro fue gobernador de las Barbados.

### Inicios: de rico desheredado a Tarzán
Acudió a la Universidad de Princeton, pero dejó los estudios para actuar en teatro y ello disgustó a su familia en tal grado, que rompieron relaciones con él y le desheredaron. Debutó en el teatro a finales de la década de 1930; participó en un montaje de Las alegres comadres de Windsor de Shakespeare en Broadway, y también en Los cinco reyes, un drama de Orson Welles, pero este proyecto teatral fracasó de tal modo que no se llegó a estrenar en Nueva York. 
Sin el apoyo económico de su familia, Barker tuvo que trabajar en una empresa de acero mientras estudiaba Arquitectura por la noche. La Segunda Guerra Mundial interrumpió su carrera como actor: fue alistado y combatió en el norte de África y Sicilia, llegando a grado de Mayor. Resultó herido en la cabeza y en una pierna. 
De regreso en los Estados Unidos, comenzó a trabajar en el cine a finales de la década de 1940 como figurante. Una de sus primeras apariciones de interés fue un pequeño papel en la obra maestra de Edward Dmytryk, Encrucijada de Odios (1947). Al año siguiente destacó dando vida a Emmett Dalton (uno de los hermanos Dalton), en El regreso del forajido (1948). 
En 1949 debutó en la saga de Tarzán con Tarzán y la fuente mágica del director Lee Sholem, con Brenda Joyce interpretando el papel de Jane. Esta película fue una continuación de las que interpretó Johnny Weissmüller años antes. Brenda Joyce había participado como Jane en cuatro de ellas. Por su gran estatura y buena forma física, Barker pareció ser el actor apropiado para el papel, y su sobriedad expresiva pareció igualmente adecuada para un personaje de diálogos cortos. 
Al año siguiente Lex Barker volvió a interpretar a Tarzán, en Tarzán y la esclava, del mismo director de la anterior, pero en la que Vanessa Brown sustituyó a Brenda Joyce como Jane, pues esta última dejó el ambiente de cine por problemas personales. En 1951 Barker interpretó por tercera vez al personaje creado por Edgar Rice Burroughs, en Tarzán en Peligro, esta vez con el gran artesano Byron Haskin como director y con Virginia Huston como nueva Jane, y en 1952 rodó Tarzán, Furia Salvaje de Cy Endfield, con Dorothy Hart como la nueva Jane. En 1953, Barker rodó su quinta y última película de Tarzán, titulada Tarzán y la Mujer Diablo, dirigida por Kurt Neumann y con la actriz Joyce Mackenzie como Jane. 
Además de esta saga, destacó su participación en westerns menores como Batallas de jefe de Pontiac (1952) dirigida por Felix E. Feist y coprotagonizada por Lon Chaney Jr., y La última patrulla (1953) de André De Toth donde Barker interpretaba al antagonista de Randolph Scott.

### Estrella del cine de «serie B» yLa dolce vita
En 1954, famoso por sus interpretaciones de Tarzán (papel en el que fue sustituido por Gordon Scott), realizó su primera película en Europa, concretamente en Italia: una adaptación de Emilio Salgari en coproducción, titulada El misterio de la jungla negra. Regresó a Estados Unidos y al género western interpretando Ambición maldita, El hombre de Bitter Ridge (1955) y Duelo en el Mississippi. 
En 1956, El precio del miedo (junto a Merle Oberon) supuso su participación en el cine negro, así como su incursión en el cine bélico se produjo con Zafarrancho de combate. Volvió al western con Tambores de guerra, donde interpretó al jefe indio Magnus Colorado y en 1957 rodó una adaptación de James Fenimore Cooper. Una incursión en la temática de la guerra fría con La chica en el Kremlin (con Zsa Zsa Gabor) y un par de películas de cine negro cerraron su etapa estadounidense antes de regresar a Europa.
En 1958, Barker protagonizó El capitán Fuego (Captain Falcon), una coproducción franco-italiana, y al año siguiente Misión en Marruecos, una coproducción hispano-estadounidense; luego vino La espada del sarraceno, y terminó en 1959 volviendo a protagonizar una adaptación de Salgari, La venganza del corsario. Ya en esos años era un actor encasillado en papeles exóticos y de acción en películas de serie B, sin grandes pretensiones artísticas, pero muy rentables como cine comercial. 
En 1960, continuó su trabajo en Europa, especialmente en Italia donde interpretó a caballeros medievales, a piratas e incluso a Robin Hood, aunque sería más recordado por su participación en la famosa película de Federico Fellini, La dolce vita. Su papel fue el de esposo de la protagonista, Anita Ekberg.

### Estrella en Alemania
En 1961, comenzó a trabajar en Alemania con la película de terror El FBI contra el doctor Mabuse. Pero fue en 1962 interpretando el papel de Old Shatterhand en El tesoro del lago de plata, una adaptación de la novela del alemán Karl May ambientada en el Oeste americano, donde recuperó la fama que había obtenido como Tarzán a principios de la década de 1950. Desde entonces y hasta el final de su vida interpretó en otras siete ocasiones el personaje de Old Shatterhand creado por Karl May. Durante toda la década de 1960 trabajó casi siempre en Alemania, país donde se había convertido en una estrella interpretando roles como Mister Dynamite y Dr. Mabuse, entre otros. Allí ganó el premio Bambi en dos años consecutivos.
En 1967 participó en el filme de Vittorio De Sica Siete veces mujer, protagonizado por Shirley MacLaine y con otros astros como Michael Caine, Vittorio Gassman, Elsa Martinelli, o Anita Ekberg. En 1970 rodó su última película: Aoom, del español Gonzalo Suárez, con Teresa Gimpera.

### Muerte
Falleció prematuramente en 1973 en Nueva York, con apenas 54 años de edad, de un ataque al corazón en plena calle.

## Matrimonios: de Lana Turner aTitaCervera
Aunque su carrera no alcanzó un gran nivel artístico, muchas de sus películas fueron éxitos de taquilla y ello le permitió integrarse en los círculos más influyentes de la industria del cine. 
Por su incuestionable aspecto de galán y carisma, fue un hombre popular entre las divas de Hollywood. Incluso fue apodado «Sex Barker», en un fácil juego de palabras con su nombre. Con todo, se cuenta que no exprimió demasiado sus dotes amatorias y que era más bien conservador como pareja: muy celoso y desconfiado. Tuvo malas experiencias con dos esposas actrices, y fue remiso a que la última (Carmen Cervera) trabajase en la misma profesión.
Se casó en cinco ocasiones. Su boda más sonada fue con Lana Turner, quien apenas un año después del divorcio se vería implicada en un escándalo explotado por la prensa sensacionalista cuando su hija mató al que entonces era su amante, el mafioso Johnny Stompanato.
Lex Barker se casó también con otra belleza de la época, Arlene Dahl, quien sería madre de Lorenzo Lamas (Falcon Crest) en un matrimonio posterior con Fernando Lamas.
Tras enviudar repentinamente por suicidio de su cuarta esposa, la actriz suiza Irene Labhart, Barker conoció en un avión a Carmen Cervera en 1962, cuando ella empezaba a ser famosa como miss. Se casaron tres años después. La diferencia de edad (más de 20 años) motivó ciertas desavenencias ya que Carmen no se adaptaba a la vida tranquila, lejos del cine, a la que Barker quería confinarla. Emprendieron el proceso de divorcio y aunque se divorciaron en 1972 una confusión administrativa declaró el divorcio como no válido.
Antes de recuperar la soltería la muerte sorprendió a Barker de un infarto en plena calle de Nueva York el 11 de mayo de 1973. Lex Barker se dirigía a ver a la que iba a ser su sexta esposa, la actriz Karen Kondazian. El actor fue incinerado y las cenizas fueron enviadas a la que legalmente seguía siendo su mujer, Carmen Cervera que lanzó las cenizas al mar en España, en Sant Feliú de Guíxols, en la Costa Brava del Mediterráneo.

## Filmografía (selección)
- Encrucijada de odios (1947).
- Tarzán y la fuente mágica (1949).
- Tarzan and the Slave Girl (1950).
- Tarzán en peligro (1951).
- Tarzan's Savage Fury (1952).
- Tarzan and the She-Devil (1953).
- La última patrulla (1953).
- La dolce vita (1960).
- El diabólico Dr. Mabuse (1961).
- Las garras invisibles del Doctor Mabuse (1962).
- Der Schatz im Silbersee (1962).
- Winnetou 1. Teil (1963).
- Old Shatterhand (1964).
- Winnetou 2. Teil (1964).
- La senda de la traición (1965).
- El salvaje Kurdistán (1965).
- El día más largo de Kansas City (1966).
- Siete veces mujer (1967).
- Winnetou und Shatterhand im Tal der Toten (1968).